# Tigris
Tigris er en irakisk flod. Den er den østlige gren, der sammen med Eufrat definerer Mesopotamien (= Landet mellem floderne). Floden udspringer i Taurusbjergene i det østlige Tyrkiet. I modsætning til den langsomtflydende Eufrat har Tigris bratte banker, så vandet løber hurtigt, hvad der har skaffet den sit navn fra middelpersisk Tigra (= pilen). Dette er bevaret i flodens arabiske navn Dijlah, der er arabisk for "pil".  Tigris betyder på kurdisk "den hurtige". 
Floden er ca 1.900 km lang og løber sammen med Eufrat nær byen Al Qurna i det sydlige Irak. Derved dannes Shatt al-Arab, som udmunder i den Persiske Golf.
Både Bagdad, Tikrit, Mosul og Basra ligger ved bredden af Tigris. 
I Bibelen står der: I Eden udsprang en flod, der vandede haven. Udenfor delte den sig og blev til fire strømme. Den første hedder Pishon; den snor sig gennem hele landet Havila, hvor der er guld. Guldet i det land er fint; der er også bedellium og shoham-sten. Den anden flod hedder Gihon; den snor sig gennem hele landet Nubien. Den tredje flod hedder Tigris; den løber øst for Assur. Den fjerde flod er Eufrat.
Mosul-dæmningen, der ligger omkring 70 km nord for Mosul opdæmmer floden og genererer strøm til store dele af området.